# Das Kapital im 21. Jahrhundert
Das Kapital im 21. Jahrhundert ist ein Buch des französischen Ökonomen Thomas Piketty. Die französische Originalausgabe (Le Capital au XXIe siècle) erschien im August 2013, die englische Übersetzung Capital in the Twenty-First Century im März 2014 und die deutsche Übersetzung Mitte 2014. Das Buch thematisiert grundlegende Fragen des Kapitals sowie der Vermögensungleichheit und Einkommensungleichheit. Dabei untersucht es die Veränderungen in der Vermögensverteilung und Einkommensverteilung seit dem 18. Jahrhundert. Piketty vertritt darin die Thesen, die Vermögenskonzentration sei seit Mitte des 20. Jahrhunderts in den Industrienationen deutlich gestiegen, eine Zunahme der Ungleichheit gehöre wesentlich zum Kapitalismus und eine unkontrollierte Zunahme der Ungleichheit bedrohe Demokratie und Wirtschaft.

## Inhalt

### Ausgangspunkt
Piketty arbeitet eine grundsätzliche Theorie des Kapitalismus heraus, die die Theorien zum Wirtschaftswachstum und zur Einkommensverteilung verbindet. Pikettys Kernthese lautet: Ungleichheit ist kein zufälliges, sondern ein notwendiges Merkmal des Kapitalismus; übermäßige Ungleichheit in einer kapitalistischen Wirtschaft kann daher nur durch Einschränkungen des Kapitalismus gelöst werden. Wird ein derartig exzessiver Kapitalismus wie der derzeitige nicht reformiert, so würde laut Piketty die demokratische Grundordnung gefährdet.

### Ursachen der Ungleichheit
Piketty unterscheidet zwei Hauptursachen der wachsenden Ungleichheit:
1. Bezieher hoher Einkommen (wie z. B. Manager) haben ihre Macht dazu genutzt, sich selbst hohe Einkommen zu verschaffen. Anders als vielfach behauptet, entspricht die relative Höhe der Einkommen gegenüber niedrigeren Einkommen nicht der jeweiligen Produktivität.
2. Einkommen aus Kapital wachsen im Kapitalismus in der Regel prozentual stärker als die Gesamtwirtschaft.

Die aus (1) resultierende Ungleichheit bestimmt die öffentliche Debatte, die aus (2) resultierende hält Piketty aber für gewichtiger. Er drückt (2) in folgender Formel aus:
- {\displaystyle r>g}

{\displaystyle r} bezeichnet die Kapitalrendite, {\displaystyle g} steht für das Wirtschaftswachstum, also das Wachstum des gesamtwirtschaftlichen Einkommens. Wenn immer {\displaystyle r} {\displaystyle g} übersteigt, nehme die Ungleichheit zu. Dies sei weltweit überwiegend seit Jahrzehnten sehr deutlich der Fall.
Dieses Verhältnis {\displaystyle r>g} beeinflusst nach Piketty die Ungleichheit wesentlich und dauerhaft. In einem Artikel im American Economic Review macht Piketty dazu darauf aufmerksam, dass ein Betrachten von r und g alleine ohne die politischen Umstände jedoch nicht für eine Vorhersage von Entwicklungen geeignet ist. Institutionelle Veränderungen und politische Umwälzungen, wie sie das 20. Jahrhundert prägten und teils wiederum durch die Entwicklung der Ungleichheit beeinflusst wurden, können auch die ökonomische Entwicklung stark verändern.

### Anknüpfungspunkte an historische Analysen
Mit dem Thema systembedingte wachsende Ungleichheit im Kapitalismus knüpft Piketty an Analysen von Thomas Robert Malthus, David Ricardo und Karl Marx an. Malthus sah die Überbevölkerung als Hauptproblem der Unterprivilegierten, Ricardo den Gegensatz zwischen Landbesitzern und Landlosen und Marx den Gegensatz zwischen Kapitalbesitzern und Arbeitern.
Diese Analysen hätten sich als nicht zutreffend erwiesen, da sie unterschätzten, inwieweit technologischer Fortschritt breite Wohlstandszunahme und somit ein Gegengewicht zur Vermögenskonzentration ermöglicht. Dennoch hätten sie das Problem im Kern schon diskutiert.
Zwischen 1930 und 1975 ist der Trend zu steigender Ungleichheit im Kapitalismus durch einige ungewöhnliche Umstände zunächst umgekehrt worden: Zwei Weltkriege, die Great Depression und eine durch Verschuldung herbeigeführte Rezession vernichteten eine große Menge Vermögen, insbesondere Vermögen der finanziellen Elite.
Die Schlussfolgerung Kuznets’ aus dieser Entwicklung des 20. Jahrhunderts: Wachsende große Ungleichheit sei nur ein Problem des frühen Kapitalismus und habe sich durch (a) Konkurrenz, (b) Innovationen und (c) freie Märkte wieder zurückgebildet hält Piketty in ihrer Allgemeinheit für falsch.

„Es gibt letztlich keinen Grund, weshalb wir glauben müssten, dass Wachstum automatisch ausgeglichen ist […]. Viel zu lange haben Ökonomen die Vermögensverteilung vernachlässigt, teilweise wegen Kuznets’ optimistischen Schlussfolgerungen und teilweise wegen des übermäßigen Enthusiasmus der Disziplin für vereinfachende mathematische Modelle.“

Denn nach 1975 stieg die Ungleichheit, und die kapitalistische Weltwirtschaft kehrte zum Patrimonialen Kapitalismus zurück, es komme zu einer Refeudalisierung. Im Patrimonialen Kapitalismus wird die Wirtschaft von ererbtem Vermögen dominiert, in deren Folge es zu einer Oligarchie kommt. Klassengesellschaften, in denen starke Vermögenskonzentration herrscht, die auf angehäuftem Kapital basiert, illustriert Piketty mithilfe von Romanen von Honoré de Balzac, Jane Austen und Henry James.

### Mögliche Folgen wachsender Ungleichheit
Piketty erklärt, dass die Ungleichheit sowohl die Demokratie als auch die wirtschaftliche Basis der Gesellschaft bedrohe. Die Demokratie sei bedroht, da Vermögenskonzentrationen Machtkonzentrationen bedeuteten und die politische und gesellschaftliche Teilhabe der Mehrheit der Gesellschaft verringerten. Die wirtschaftliche Grundlage der Gesellschaft sei bedroht, da ohne Verringerung der Einkommensungleichheit und insbesondere Vermögensungleichheit möglicherweise zukünftig geringes Wirtschaftswachstum herrschen werde. Technologischer Fortschritt werde wohl nicht das Wachstum des 20. Jahrhunderts zurückbringen.
Als Lösungsvorschlag diskutiert Piketty eine jährliche, progressive Vermögensteuer von bis zu 2 % verbunden mit stark progressiver Einkommensteuer, im Spitzensatz von bis zu 80 Prozent.

## Datenbasis
Auf empirischer Seite stützt sich Piketty auf umfangreiche Untersuchungen der Vermögens- und Einkommenskonzentration von über 27 Ländern, die er unter anderem mit Anthony Atkinson, Emmanuel Saez und Facundo Alvaredo durchgeführt hat und die zur World Top Incomes Database führten. Piketty hat die verwendeten Datensätze auf seiner Homepage öffentlich zur Verfügung gestellt.

## Rezeption

### Pressereaktionen nach Erscheinen
Das Erscheinen des Buchs „Le capital au XXIe siècle“ im August 2013 im französischsprachigen Raum erregte zunächst wenig Aufsehen. Seit März 2014 ist es auch auf Englisch erhältlich; es wurde unter anderem in den USA von vielen Medien rezipiert (sowohl im Wirtschaftsteil als auch im Feuilleton). Das Buch wurde (Stand Oktober 2014) weltweit über 800.000 mal verkauft und zahlreich positiv rezensiert. Der Wirtschaftswissenschaftler Paul Krugman bezeichnete es in der New York Times als „das wichtigste Buch des Jahres 2014, vielleicht des Jahrzehnts.“ Branko Milanovic von der Weltbank bezeichnete das Buch als „einen Wendepunkt in der ökonomischen Literatur.“ Steven Pearlstein erklärte es in der Washington Post zu einem „Triumph der Wirtschaftsgeschichte über das theoretische, mathematische Modellieren, das in den letzten Jahren die Ökonomie dominierte.“ Tyler Cowen bezeichnete das Buch in Foreign Affairs als eine bahnbrechende Analyse ökonomischer Ungleichheit; er glaube aber nicht, dass das Verhältnis von Kapital und Einkommen die soziale Situation hinreichend erkläre. Er hält die traditionellen Erklärungen „technologischer Fortschritt“ und „Wettbewerb durch Niedriglohnländer“ als von Piketty nicht ausreichend berücksichtigt. Die Vorschläge für Vermögensteuern bzw. Vermögensabgaben hätten zudem nicht in ausreichendem Maße die wünschenswerten Folgen. Michel Husson kritisierte Piketty dafür, dass seine Analyse auf der neoklassischen Theorie, der dominierenden Wirtschaftstheorie basiert.
Die Zeitschrift The Economist bezeichnete Pikettys Buch in einem Leitartikel als wichtigen Beitrag zur Einkommensforschung. Besonders der Ansatz, durch Statistiken über Steuereinnahmen Ungleichheit zu messen, sei wertvolle Pionierarbeit. Die im Buch enthaltenen wirtschaftspolitischen Rezepte wurden vom Economist dagegen kritisiert: Piketty betrachte, ohne dies schlüssig zu begründen, die Bekämpfung von Ungleichheit und nicht die Förderung von Wirtschaftswachstum als zentrale wirtschaftspolitische Aufgabe der Zukunft und sei zudem auf die Erhöhung von Steuern für Wohlhabende fixiert; andere Konzepte zur breiteren Streuung von Kapital seien in Das Kapital im 21. Jahrhundert nicht enthalten. Piketty ignoriere zudem die Schwierigkeiten bei der praktischen Umsetzung einer umfassenden Umverteilungspolitik. Das Fazit zum Buch lautet u. a.: „It is a poor blueprint for action.“
Salon.com schrieb, dass die Reaktion von Konservativen hysterisch ausfalle – oftmals als argumentfreie Aneinanderreihung von (unzutreffenden) Schlagwörtern wie Sozialist, Kommunist, Marxist usw., und wenn argumentativ, dann ohne stichhaltige Gründe dafür, dass starke Ungleichheit kein Problem oder sogar positiv sei.

### Rezeption des Vermögensbegriffs
Odran Bonnet, Pierre-Henri Bono, Guillaume Chapelle und Etienne Wasmer (alle an der Pariser Universität SciencesPo tätig) kritisierten Pikettys zentrale These (Kapitalrendite sei größer als Einkommenswachstum) als nicht plausibel. Sein Kapitalbegriff beinhalte auch Immobilienvermögen, gemessen an Hauspreisen. Zwar seien diese im betrachteten Zeitraum tatsächlich überdurchschnittlich gestiegen, jedoch seien Immobilien nicht zur Gänze als „produktives Kapital“ zu betrachten. Die Ertragsfähigkeit bzw. der Ertragswert von Immobilien spiegele sich nicht in Kaufpreisen, sondern in Mietpreisen. Würden letztere zur Messung der Kapitalrendite herangezogen, sei in Frankreich, Großbritannien, den USA und Kanada das Verhältnis von Rendite zu Einkommen über die Jahre stabil geblieben. Pikettys Schlussfolgerung einer „explosiven Dynamik der Ungleichheit“ sei daher zweifelhaft. Ähnliche Einwände kommen von Stefan Homburg und Joseph E. Stiglitz. Nach Homburg hat in den vergangenen Jahrzehnten nicht der Wert des reproduzierbaren Kapitals im Verhältnis zum Bruttoinlandsprodukt zugenommen, sondern der Wert des Grund und Bodens. Stiglitz – der im Übrigen Pikettys Werk als important lobt – führt ebenfalls die Zunahme des Vermögens in den letzten Jahrzehnten auf steigende Bodenpreise zurück.

### Diskussion um die Datengrundlage
Chris Giles (Financial Times) warf Piketty Übertragungsfehler bei der Übernahme einiger Originaldaten und die Verwendung falscher Formeln bei der Berechnung vor. Zudem habe Piketty in einigen Fällen nur „handverlesene“ Daten verwendet oder ohne Angabe der Originalquelle konstruiert. In seiner ersten Erwiderung, für die die Financial Times ihm 24 Stunden ließ, lud Piketty dazu ein, die von ihm von vornherein offengelegten Datensätze zu prüfen und zu neuen Berechnungen zu nutzen; tatsächlich hätten weitere Studien seinen grundsätzlichen Befund bereits bestätigt. Die von ihm in Capital dargestellte Vermögenskonzentration, so Piketty, sei wegen der noch nicht berücksichtigten Steuerflucht eher zu gering als zu hoch ausgefallen.
Piketty ging einige Tage später in einer zehnseitigen Erwiderung auf die von Giles aufgeworfenen Punkte ein. Im Wesentlichen beruhten die unterschiedlichen Ergebnisse auf verschiedenen Methodologien, die Datensätze zu gewichten. Insbesondere würden sich Datensätze, die auf Steuererhebungen beruhten, von Datensätzen, die auf Umfragen beruhten, darin unterscheiden, dass in Umfragen hohe Vermögen nicht oder weniger stark in die Datensätze Eingang fänden. Diesen in Fachkreisen unstrittigen Sachverhalt habe Giles methodologisch nicht berücksichtigt. Für das Beispiel Großbritannien gibt es eine Gegenüberstellung, wie die vorliegenden Datensätze angepasst werden könnten, um die vermutete tatsächliche Entwicklung besser abzubilden. Die Ökonomen Magness und Murphy der von den Besitzern von Koch Industries finanzierten Organisation Association of Private Enterprise Education warfen Piketty vor, dass die seinen Untersuchungen zu Grunde liegenden Daten unzutreffend oder nicht genügend belegt seien. Den Gebrüdern Charles G. Koch und David H. Koch – den Besitzern von Koch Industries – wird von Markus Grill im Spiegel vorgeworfen, einen „Wildwestkapitalismus“ zu forcieren.

### Rezeption in Deutschland
Der deutsche „Wirtschaftsweise“ Peter Bofinger stellt heraus, dass Pikettys Grundthese ausgerechnet in jenem Zeitraum nicht durch Zahlen belegt ist, für den die breiteste Datengrundlage vorliegt. Demgegenüber wendet Fabian Lindner ein, Bofinger unterstelle, dass Piketty die Kapitalertragsrate nach Steuern meine. Piketty beziehe sich aber auf die Kapitalertragsrate vor Steuern. Dies sei Kern seines Arguments.
Patrick Bernau warf Piketty in der FAZ unter Berufung auf eine IWF-Studie vor: „Es gibt keine Hinweise darauf, dass die moderne Wirtschaft tatsächlich so funktioniert wie von Piketty behauptet.“
Stephan Kaufmann und Ingo Stützle halten Piketty bei aller Kritik zugute, dass er mit seinem Buch „eine Debatte um die Besteuerung des Reichtums, um Ungleichheit und Umverteilung ausgelöst“ habe. Sie kritisieren u. a., dass Piketty über „keinen Begriff von Kapital“ verfüge und „Vermögen und Kapital“ gleichsetze. Er interessiere sich nicht für die Form der Wirtschaft, noch frage er danach, wie die Reproduktion der Gesellschaft vonstattenginge. Damit verallgemeinere er „die bürgerlichen Formen in ahistorischer Manier“. Ferner äußern Kaufmann und Stützle die Auffassung, Piketty sei Vertreter einer „Leistungsideologie“, bringe er doch die Idee „leistungsgerechter Einkommen“ ein. Als Resultat könnten Arbeitslosigkeit und die wirtschaftliche Krise einzelner Länder als Folge von zu geringer Anstrengung gelten, unter Absehung tatsächlicher wirtschaftlicher Zusammenhänge.

## Ausgaben
Deutsch
Das Kapital im 21. Jahrhundert (übersetzt von Ilse Utz und Stefan Lorenzer), Beck, München 2014, ISBN 978-3-406-67131-9.
Französisch
Le Capital au XXIe siècle, Le Seuil, Paris 2013, ISBN 978-2-02-108228-9.
Englisch
Capital in the Twenty-First Century, Harvard University Press, Cambridge, MA 2014, ISBN 978-0-674-43000-6. (Zusammenfassung, Daten, Grafiken)